# Isabella Valancy Crawford
Isabella Valancy Crawford (née le 25 décembre 1846 à Dublin et morte le 12 février 1887 à Toronto) est une écrivaine et poétesse canadienne d'origine irlandaise. 
Elle est considérée comme l'un des premières poètes d'importance du Canada. Elle est notamment l'auteure de Malcolm's Katie, une œuvre majeure de la poésie canadienne du XIXe siècle.

## Biographie

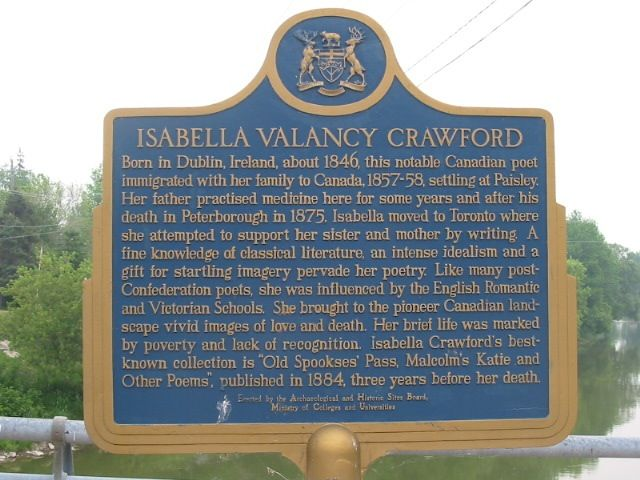
Plaque d'Isabella Valancy Crawford à Paisley, Ontario. Photo d'Alan L. Brown, juin 2005. Photo utilisée avec la permission du site Web Ontario Plaques.

Isabella Valancy Crawford est la sixième et dernière fille survivante de Stephen Crawford et de Sydney Scott. Elle nait à Dublin, en Irlande, le jour de Noël 1846. La famille émigre au Canada lorsqu'elle a dix ans. En 1857, son père obtient une licence pour exercer la médecine dans le Canada-Ouest et commence à pratiquer à Paisley (en). En quelques années, la maladie emporte neuf des douze enfants, et la famille vit dans une certaine pauvreté. Après un scandale lié à un vol d'argent et le suicide d'un esclave, la famille doit quitter Paisley en 1861.
La famille est accueillie par Richard Strickland, un habitant de Lakefield, par charité, et parce que la ville n'a pas de médecin. Elle y rencontre et se lie aux écrivaines Susanna Moodie et Catherine Parr Traill, les sœurs de Strickland. Isabella Crawford aurait commencé à écrire à cette époque.
En 1869, la famille s'installe à Peterborough et Crawford commence à écrire et à publier des poèmes et des histoires. Son premier poème publié, A Vesper Star, parait dans The Toronto Mail la veille de Noël 1873. À la mort de son père, le 3 juillet 1875, les trois femmes survivantes de la famille - Isabella, sa mère et sa sœur Emma - deviennent dépendantes des revenus littéraires d'Isabella. Après la mort d'Emma de la tuberculose, Isabella et sa mère déménagent en 1876 à Toronto, le centre du monde de l'édition au Canada.
Elle contribue alors à plusieurs séries de romans et de nouvelles publiées à New York et Toronto, notamment dans le Mail, le Globe, le National et l'Evening Telegram. En 1886, elle devient la première écrivaine locale à publier un roman à son nom, A little Bacchante, publié en feuilleton dans l'Evening Globe.
De son vivant, Crawford ne publie cependant qu'un seul livre, Old Spookses' Pass, Malcolm's Katie and Other Poems en 1884. Il est imprimé en privé et se vend mal. Crawford paie l'impression de 1 000 exemplaires et a vraisemblablement envoyé de nombreux exemplaires pour révision ; des notices élogieuses sont publiées dans des revues de Londres telles que le Spectator, le Graphic, le Leisure Hour et le Saturday Review.
Crawford décède dans une relative pauvreté le 12 février 1887, au 57 John St à Toronto,,. Elle est enterrée au cimetière Little Lake de Peterborough, le long de la rivière Otonabee. Longtemps sa tombe reste anonyme. Une campagne de financement est finalement lancée en 1899 et le 2 novembre 1900, une croix celtique de six pieds est élevée au-dessus de sa tombe, inscrite: «Isabella Valancy Crawford / Poet / By the Gift of God».

## Postérité

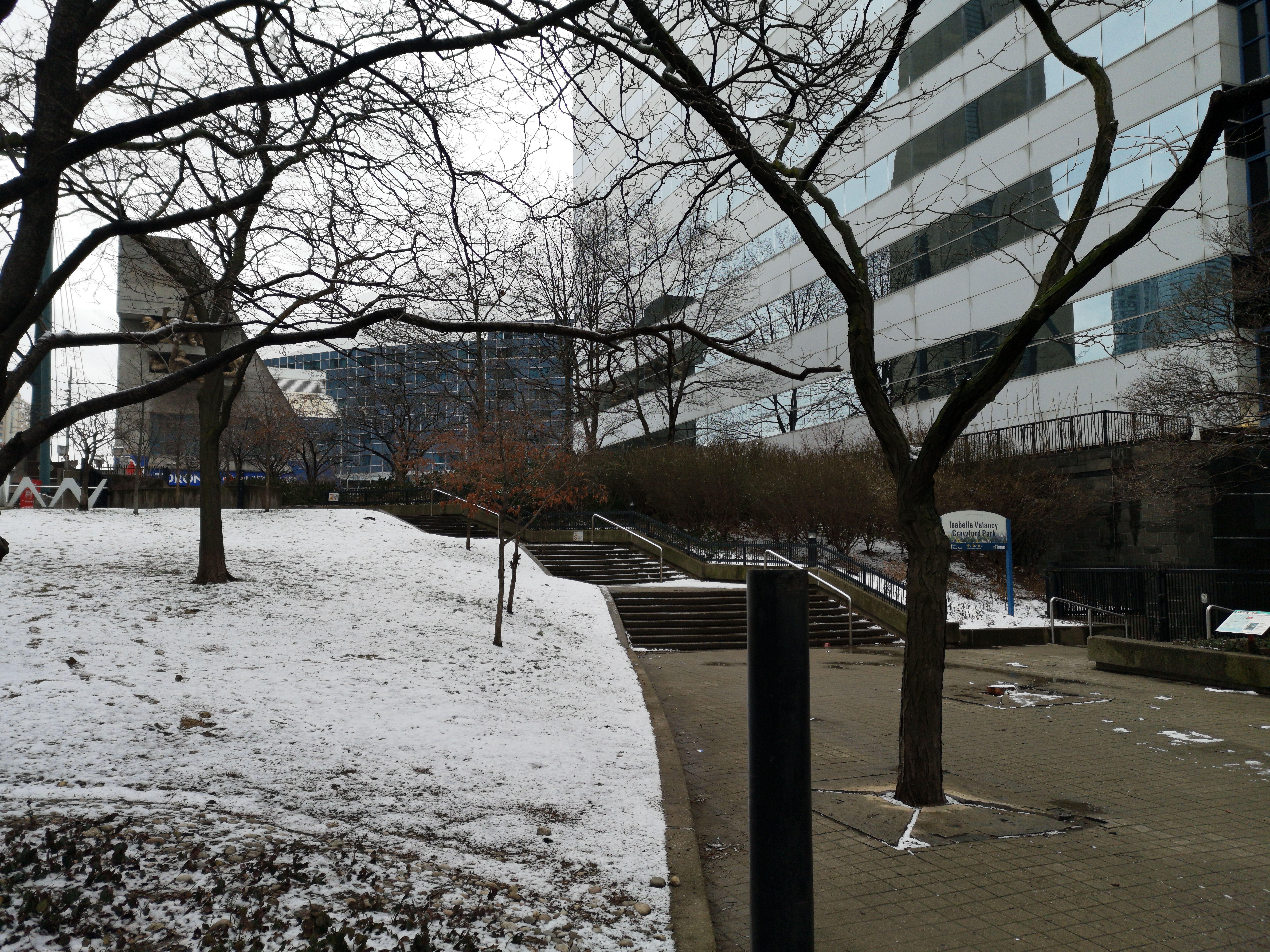
Entrée du parc Isabella Valancy Crawford à Toronto.

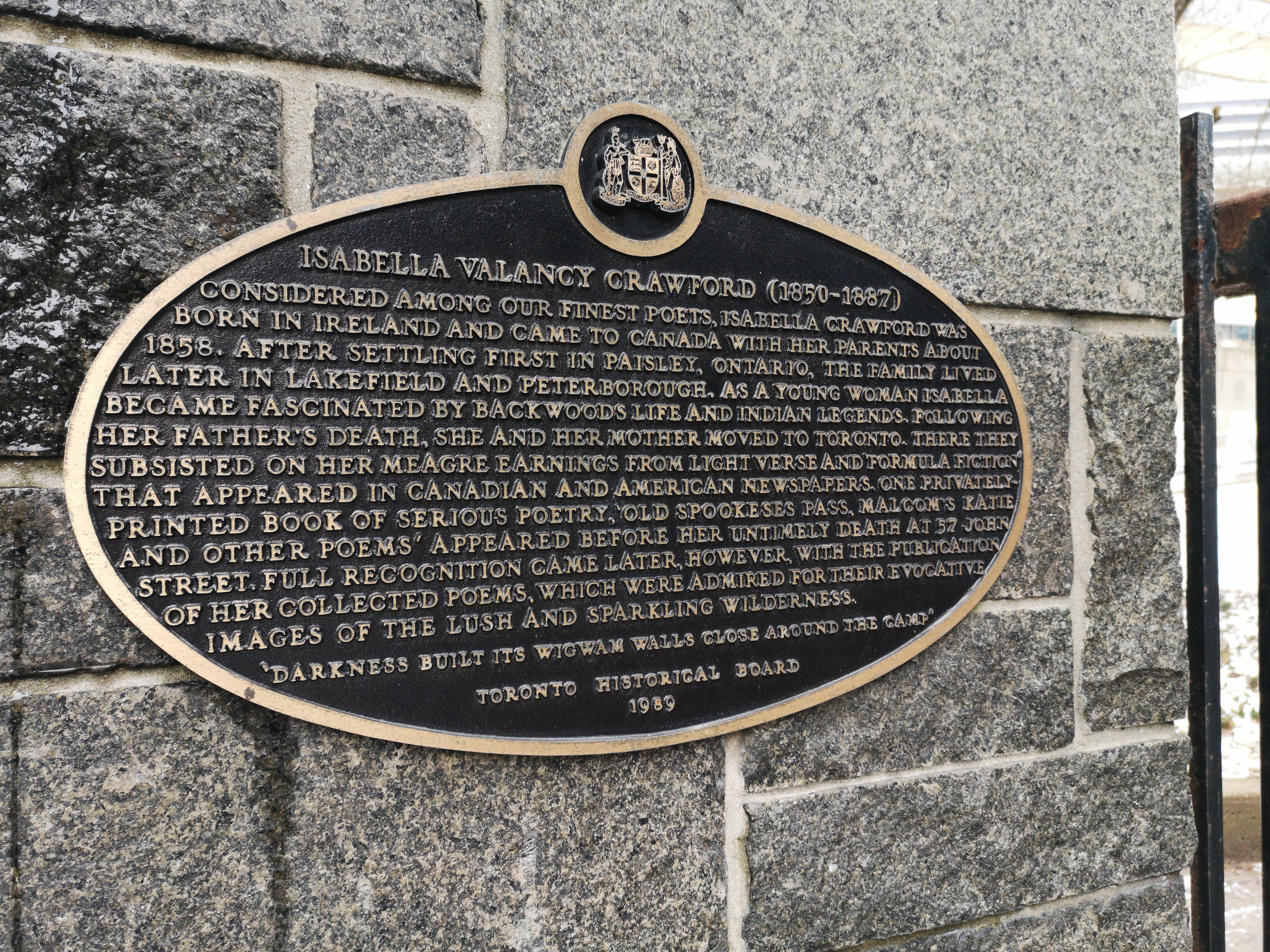
Plaque biographique dans le parc.

Crawford est un écrivain prolifique. Son écriture de magazine reprend les conventions littéraires rendues populaires par Charles Dickens. C'est cependant à sa poésie qu'elle doit sa renommée posthume. Deux ans après sa mort, WD Lighthall inclut des passages de son livre dans son anthologie Songs of the Great Dominion, la faisant connaître à un public plus large.
Au XXe siècle, les critiques ont accordé à l'œuvre une appréciation croissante. Dans son anthologie de 1916, Canadian Poets, Garvin déclare par exemple que Crawford est « l'une des plus grandes femmes poètes ». 
L'intérêt pour Crawford a abouti à la publication dans les années 1970 de plusieurs de ses manuscrits oubliés. Ce sont principalement les « longs poèmes narratifs » de Crawford qui retiennent l'attention, notamment Old Spookses' Pass, The helot ou encore Gisli the Chieftain, et surtout donc, Malcolm's Katie.
Isabella Valancy Crawford a été désignée personne d'importance historique nationale en 1947. 
Un petit parc du centre-ville de Toronto, donnant sur les rues Front et John (près de la Tour CN), porte son nom.

## Ouvrages
- Old Spookses' Pass, Malcolm's Katie and Other Poems . Toronto, 1884.
- Les poèmes rassemblés d'Isabella Valancy Crawford, éd. Jean Garvin. Toronto : William Briggs, 1905.
- Isabelle Valancy Crawford . Katherine Hale, éd. Toronto : Ryerson, 1923.
- Hugues et Ion . Glenn Clever éd. Ottawa : Boréalis P, 1977. (ISBN 978-0-919594-77-7)
- Katie de Malcolm : une histoire d'amour . DMR Bentley éd. Londres, ON : Canadian Poetry Press, 1987. (ISBN 0-921243-03-0)